# Варблево (Західнопоморське воєводство)
Варблево (пол. Warblewo) — село в Польщі, у гміні Полянув Кошалінського повіту Західнопоморського воєводства.
Населення — 51 особа (2011).
У 1975—1998 роках село належало до Кошалінського воєводства.

## Демографія
Демографічна структура станом на 31 березня 2011 року:
|          | Загалом | Допрацездатний вік | Працездатний вік | Постпрацездатний вік |
| -------- | ------- | ------------------ | ---------------- | -------------------- |
| Чоловіки | 27      | 3                  | 22               | 2                    |
| Жінки    | 24      | 3                  | 16               | 5                    |
| Разом    | 51      | 6                  | 38               | 7                    |